# نظرية النمو الداخلي

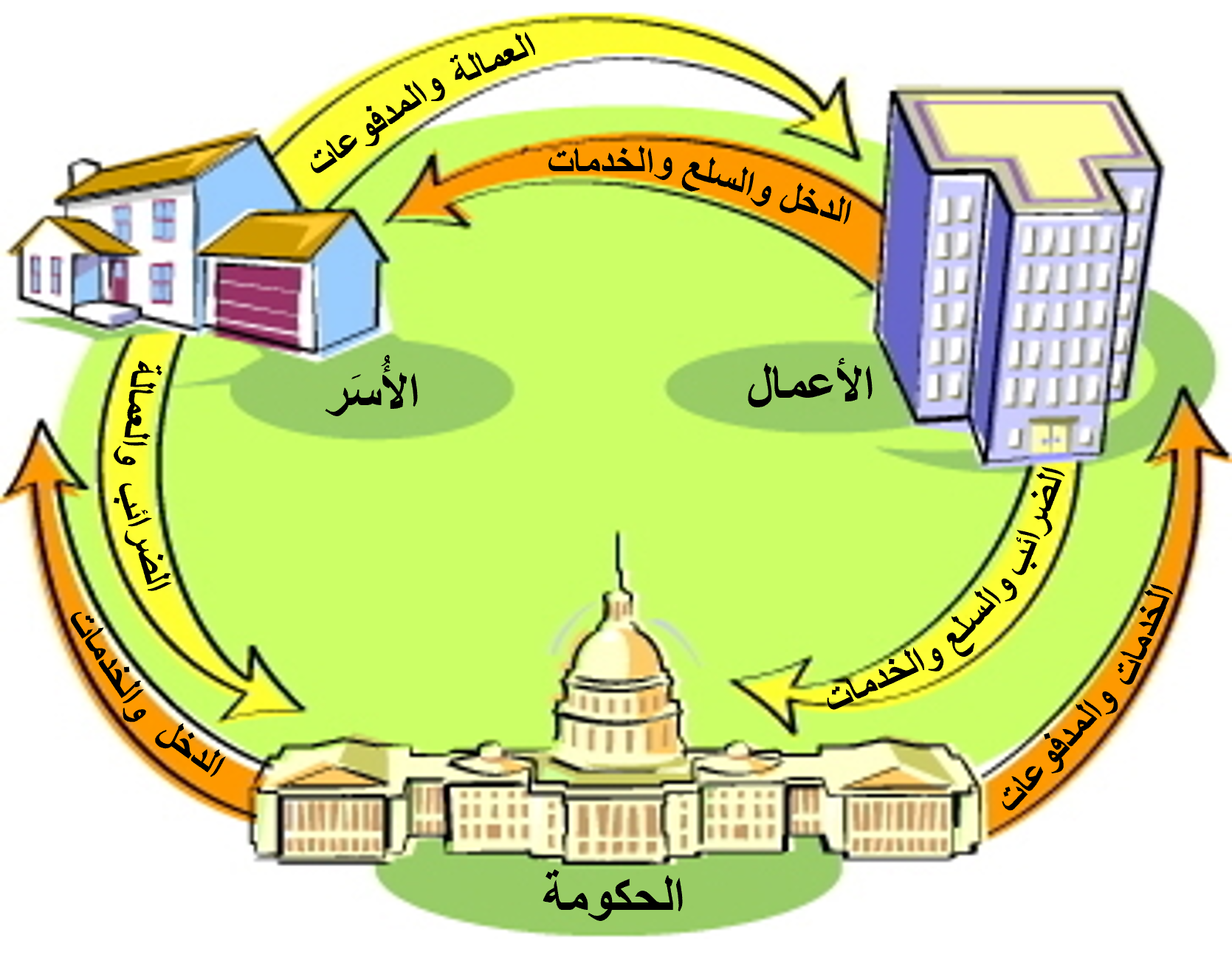
مخطط رسومي للتدفق الداري للمبادئ في الاقتصاد

تعتبر نظرية النمو الداخلي أن النمو الاقتصادي ينتج بشكل رئيسي عن القوى الداخلية وليس الخارجية. وترى نظرية النمو الداخلي أن الاستثمار برأس المال البشري والابتكار والمعرفة هي من العوامل المساهمة بشكل بارز في النمو الاقتصادي. تركز هذه النظرية أيضًا على العوامل الخارجية الإيجابية وتأثير الامتداد للاقتصاد المرتكز على المعرفة الذي سيؤدي إلى التنمية الاقتصادية. ترى نظرية النمو الداخلي بشكل أساسي أن معدل النمو طويل المدى للاقتصاد يعتمد على تدابير السياسة العامة. وعلى سبيل المثال، يزيد الدعم الحكومي للبحث والتطوير أو التعليم من معدل النمو في بعض نماذج النمو الداخلي، وذلك من خلال زيادة الدافع على الابتكار.

## النماذج
في منتصف ثمانينيات القرن العشرين، أصبح بعض واضعي النظريات غير راضين عن التوصيفات الشائعة للعوامل الخارجية المحددة للنمو طويل الأمد. فقد فضلوا نموذجًا يستبدل متغير النمو الخارجي (التقدم التقني غير المشروح) بنموذج يحوي محددات النمو الرئيسة بشكل واضح. شكلت أعمال كينيث آرو (1962) وهيروفومي أوزاوا (1965) وميغيل سيدراوسكي (1967) أساسًا لهذا البحث. أهمل كل من بول رومر (1986) وروبرت لوكاس (1988) وسيرجيو ريبيلو (1991) وأورتيغويرا وسانتوس (1997) التغير التقني؛ وعوضًا عن ذلك، يعزى النمو في هذه النماذج إلى الاستثمار غير المحدود في رأس المال البشري الذي يتمتع بتأثير الامتداد على تراكم رأس المال. يُعتبر نموذج إيه كي النموذج الداخلي الأبسط ويُقدم معدل الادخار الثابت للنمو الداخلي ويفترض معدل ادخار خارجي وثابت. يصوغ التقدم التقني بمعيار منفرد (إيه (A) غالبا). ويستخدم الفرضية التي تعتبر أن وظيفة الإنتاج لا تُظهر وفورات حجم متناقصة تؤدي إلى النمو الداخلي. قُدمت الكثير من الأسس المنطقية لهذه الفرضية مثل الامتدادات الإيجابية من استثمار رأس المال إلى الاقتصاد ككل أو تحسينات التكنولوجيا التي تؤدي إلى المزيد من التحسينات. وعلى أية حال، تُعد نظرية النمو الداخلي مدعّمة بشكل إضافي من خلال النماذج التي تُحدد فيها العوامل كلا من الاستهلاك والادخار بالشكل الأمثل، فتُحقق الاستخدام الأمثل لمخصصات الموارد من أجل البحث والتطوير بما يؤدي إلى التقدم التقني. دمج كل من رومر (1987، 1990) والمساهمات الهامة من قبل آغيون وهويت (1992) وغروسمان وهيلبمان (1991) الأسواق غير المثالية والبحث والتطوير مع نموذج النمو.

### نموذج إيه كي (AK)
تعد دالة إنتاج نموذج إيه كي حالة خاصة من تابع كوب-دوغلاس:
{\displaystyle Y=AK^{a}L^{1-a}\,}
تُظهر هذه المعادلة تابع كوب-دوغلاس، حيث Y  تمثل الإنتاج الكلي في الاقتصاد. وتمثلA  الإنتاجية الإجمالية لعوامل الإنتاج، أما K  فهي رأس المال وL هي القوى العاملة وa هو معامل يقيس مرونة إنتاج رأس المال. وفي حالة خاصة يكون {\displaystyle a=1} فيصبح تابع الإنتاج خطيًا في رأس المال وبالتالي يعطينا عوائد حجم ثابتة.
{\displaystyle Y=AK.}

## في مقابل نظرية النمو الداخلي
في نماذج النمو النيوكلاسيكي، يتحدد معدل النمو على المدى الطويل بشكل خارجي إما من خلال معدل الادخار (نموذج هارود-دومار) أو من خلال معدل التقدم التقني (نموذج سولو). على أية حال، يبقى معدل الادخار ومعدل التقدم التقني مبهمين. تحاول نظرية النمو الداخلي التغلب على نواحي القصور هذه من خلال بناء نماذج اقتصاد كلي من أسس الاقتصاد الجزئي. يُفترض للأسر المعيشية أن تزيد الفائدة الخاضعة لقيود الميزانية بينما تقوم الشركات بزيادة الأرباح للحد الأقصى. وفي العادة، يحظى إنتاج التقنيات الجديدة ورأس المال البشري بالاهتمام الكبير. يُمكن أن يكون محرك النمو بسيطًا كتابع إنتاج وفورات حجم ثابت (نموذج إيه كي) أو مجموعات أكثر تعقيدًا مع آثار غير مباشرة (تُكون الآثار غير المباشرة عوامل خارجية إيجابية وفوائد تنسب إلى التكاليف من شركات أخرى) من شأنها زيادة عدد البضائع ورفع الجودة. غالبًا ما تفترض نظرية النمو الداخلي وجود منتج هامشي ثابت لرأس المال على المستوى الكلي، أو على الأقل أن حد المنتج الهامشي لرأس المال لا يتجه نحو قيمة الصفر. وهذا لا يعني أن الشركات الأكبر ستكون أكثر إنتاجًا من الشركات الصغيرة، وذلك لأنه على مستوى الشركة ما يزال المنتج الهامشي لرأس المال في حالة تناقص. لذلك، من الممكن بناء نماذج نمو داخلي بتنافس مثالي. على أية حال، في العديد من نماذج النمو الداخلي تكون فرضية التنافس المثالي في حالة استرخاء، ويعتقد أنه ثمة درجة معينة من القوة الاحتكارية. على العموم، تأتي القوة الاحتكارية في هذه النماذج من امتلاك براءات الاختراع. تُعتبر هذه النماذج بأنها تحوي قطاعين، وهما قطاع منتجي الإنتاج النهائي وقطاع البحث والتطوير. يُطور قطاع البحث والتطوير الأفكار التي مُنحت قوة احتكارية. يُفترض أن شركات البحث والتطوير تكسب الأرباح الاحتكارية ببيع الأفكار لشركات الإنتاج، لكن شرط الدخول المجاني يعني أن هذه الأرباح تتلاشى في الإنفاق على البحث والتطوير.

## الآثار المترتبة
تتضمن نظرية النمو الداخلي أن السياسات التي تعتمد الانفتاح والتنافس والتغير والابتكار ستحفز النمو.[بحاجة لمصدر] وبالمقابل، فإن السياسات التي تتمتع بالتأثير الذي يُقيد أو يبطئ التغير من خلال حماية أو تفضيل صناعات أو شركات خاصة موجودة، من المرجح أنها ستبطئ النمو مع مرور الوقت، وذلك بشكل يتنافى ومصلحة المجتمع.

كتب بيتر هويت:
يوجد النمو الاقتصادي المستديم في كل مكان وهو عملية تحول مستمر بشكل دائم. ما كان نوع التقدم الاقتصادي الذي تمتعت به أغنى الدول منذ الثورة الاقتصادية أمرًا ممكنًا لو لم يمر الناس بتغيرات موجعة. أما الاقتصادات التي تتوقف عن التحول بأنفسها سيتحتم عليها الانحراف عن مسار النمو الاقتصادي. تعتبر البلدان الفقيرة أكثر البلدان استحقاقًا للقب «البلدان النامية» وليس البلدان الفقيرة. عليهم الانخراط في عملية مستمرة من التنمية الاقتصادية إذا أرادوا التمتع بالازدهار المستمر.

## الانتقادات
يُعتبر الفشل الجماعي في تفسير التقارب الشرطي المذكور في الأدبيات التجريبية واحدًا من بين أبرز إخفاقات نظرية النمو الداخلي. يتكرر نقد آخر بشأن افتراض حجر الزاوية في تناقص عوائد رأس المال. يقول ستيفن بارينت أن نظرية النمو الجديدة قد أثبتت أنها ليست أنجح من نظرية النمو الداخلي وذلك من ناحية تفسير التفاوت في الدخل بين البلدان النامية والبلدان المتطورة (على الرغم من كون ذلك أكثر تعقيدًا في العادة).
انتقد بول كروغمان نظرية النمو الداخلي بأنه من شبه المستحيل التحقق منها عن طريق الدليل التجريبي؛ «يتضمن قسم كبير منها القيام بفرضيات بشأن كيفية تأثير الأشياء غير المقاسة بأشياء أخرى غير مقاسة».